# NGC 3873
NGC 3873 este o galaxie eliptică situată în constelația Leul. A fost descoperită în 8 mai 1864 de către Heinrich Louis d'Arrest. Se află la o distanță de 75,51 de megaparseci de Pământ.